# Maireana amoena
Maireana amoena là loài thực vật có hoa thuộc họ Dền. Loài này được (Diels) Paul G. Wilson mô tả khoa học đầu tiên năm 1975.